# Vanuatu
Vanuatu, tên chính thức Cộng hòa Vanuatu, là đảo quốc gồm quần đảo vùng Melanesia, tây nam Thái Bình Dương. Quần đảo này nằm phía đông Úc cách 1.750 km, phía đông bắc Nouvelle-Calédonie cách 500 km, phía tây Fiji, và phía nam quần đảo Solomon.
Trước năm 1980, Vanuatu có tên là Tân Hebrides thuộc sự đồng trị của cả hai nước Anh và Pháp. Người Việt thời đó gọi Vanuatu là Tân Đảo vì thực dân Pháp thường mộ phu chân đăng ở Đông Dương để đi khai phá và canh tác đồn điền ở hai quần đảo gần nhau là Nouvelle-Calédonie (New Caledonia) và Nouvelles-Hébrides (New Hebrides). Người Việt Nam chân đăng gọi quần đảo Nouvelle-Calédonie là Tân Thế giới và Nouvelles-Hébrides là Tân Đảo. Một số người Việt ở hải ngoại thường nhầm lẫn dùng tên gọi Tân Đảo cho Nouvelle-Calédonie.

## Lịch sử
Theo chứng tích khảo cổ thì con người có mặt trên đảo Vanuatu từ khoảng 1300 năm trước Công nguyên.
Năm 1606, người Tây Ban Nha dưới sự chỉ huy của Luis Váez de Torres và Pedro Fernández de Quirós đến đảo thám hiểm và cho rằng Vanuatu là một phần của lục địa châu Úc. Mãi đến thế kỷ XVIII sau chuyến hải hành thứ hai của nhà thám hiểm người Anh James Cook và đảo được đặt tên "New Hebrides" người châu Âu mới đến định cư vùng đảo.
Trong thời gian ngắn ngủi sau năm 1879, đảo Efate thành lập thể chế cộng hòa dưới tên "Franceville" với đặc điểm là quốc gia độc lập đầu tiên với quyền đầu phiếu phổ thông không phân biệt sắc tộc hay giới tính. Tuy nhiên riêng người da trắng được nhậm chức. Năm 1887, đảo được đặt dưới quyền cai trị quân đội của hai nước Anh và Pháp. Về sau được xác định thông qua nghị định thư năm 1914, chính thức phê chuẩn năm 1923.
Sau chiến tranh thế giới thứ hai, quần đảo Tân Hebrides được hưởng thể chế sau này đưa đến quyền tự trị năm 1975. Từ đó những bất đồng giữa cộng đồng Anh ngữ (đa số) và cộng đồng Pháp ngữ lại gia tăng. Việc tạm ngừng đấu tranh cho phép thông qua một dự án hiến pháp. Tháng 11 năm 1979, đảng thuộc cộng đồng Anh ngữ giành thắng lợi trong cuộc tuyển cử, Mục sư Walter Lini trở thành Thủ tướng. Cộng đồng Pháp ngữ ở hai đảo Espíritu Santo và Tanna dự định tiến hành li khai. Một lực lượng gồm đội quân của Anh và Pháp phải can thiệp nhằm ngăn cản ý định li khai. Độc lập được tuyên bố ngày 30 tháng 7 năm 1980. Quần đảo New Hebrides đổi tên thành Cộng hòa Vanuatu. Georges Ati Sokomanu được bầu làm Tổng thống.
Năm 1983, đảng của Walter Lini đắc cử. Năm 1984, Sokomanu phải đương đầu với Lini, từ chức và tái đắc cử. Năm 1987, Lini lại giành thắng lợi trong cuộc bầu cử. Tháng 9 năm 1991, Lini rút khỏi chính trường và Maxime Carlot Korman thuộc cộng đồng Pháp ngữ trở thành Thủ tướng. Năm 1994, Jean-Marc Leyé được bầu làm Tổng thống. Năm 1999, John Bani giữ chức Tổng thống và bổ nhiệm Donald Kalpokas vào chức Thủ tướng.

## Địa lý

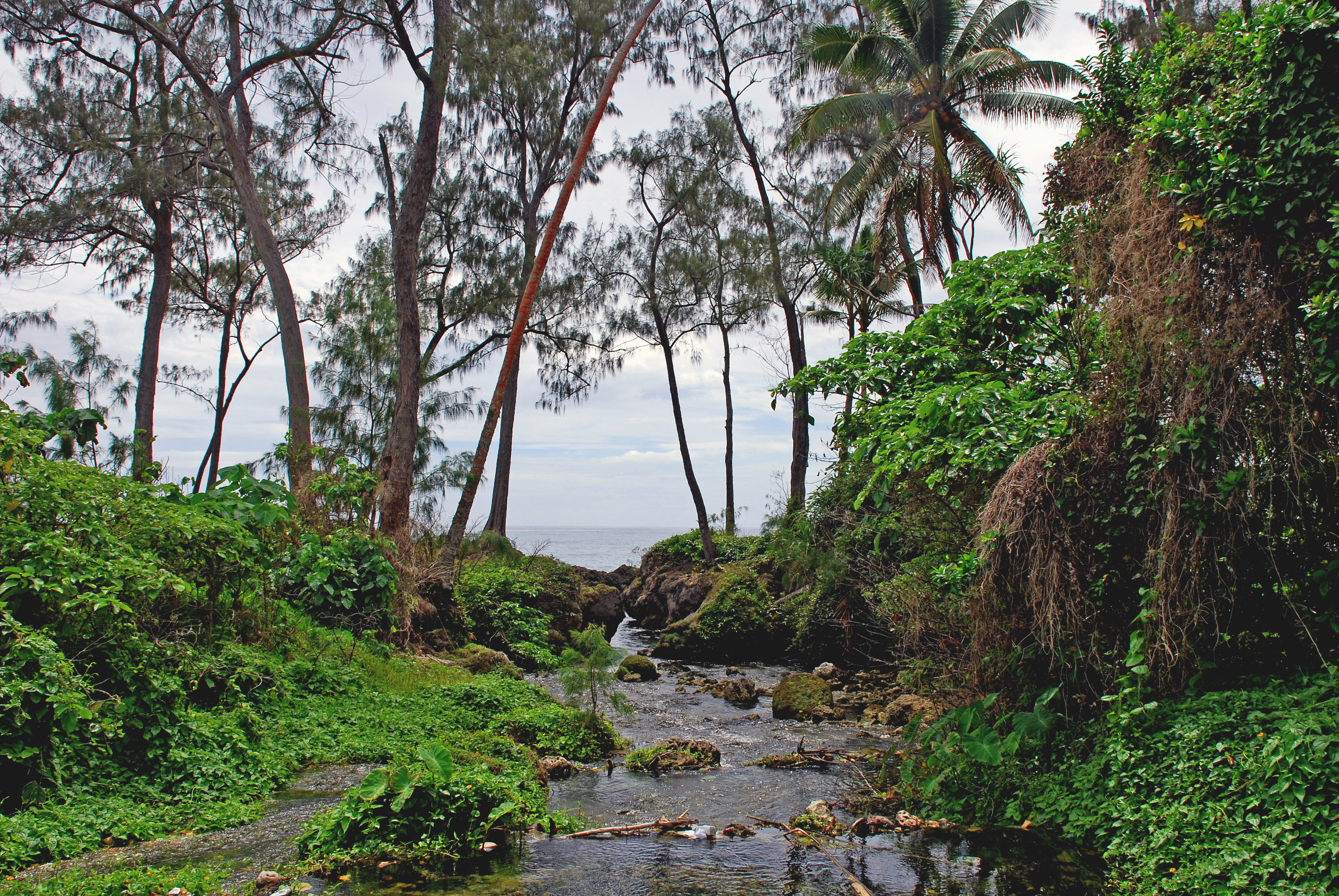
Một dòng sông trên đảo Efate, Vanuatu

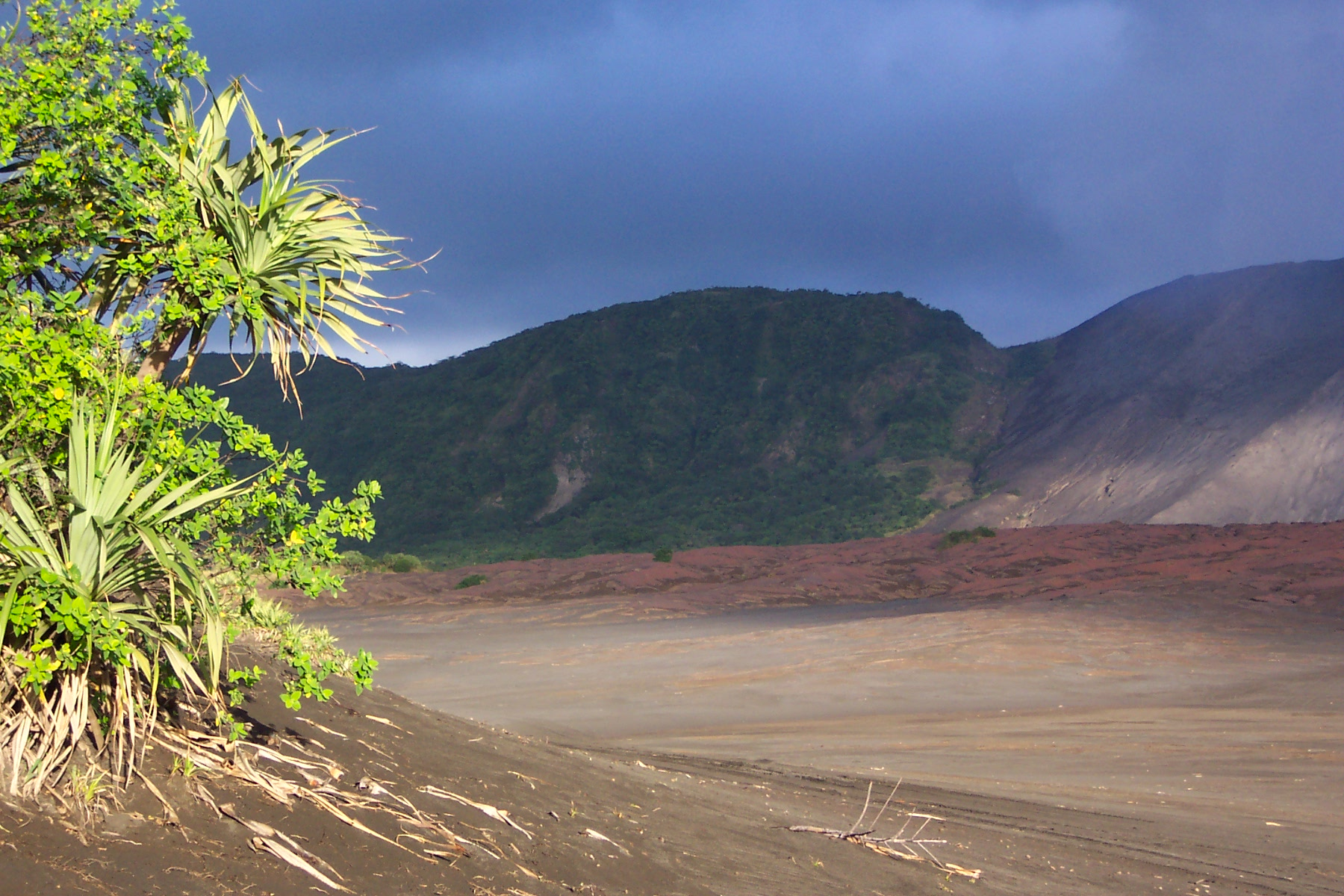
Đồng bằng của núi Yasur trên đảo Tanna

Vanuatu là một quần đảo san hô và núi lửa gồm 83 đảo lớn nhỏ, thuộc quần đảo Melanesia, gồm một quần đảo trải dài từ Bắc đến Nam trên 850 km ở Tây Nam Thái Bình Dương, nằm về phía Đông Bắc Nouvelle-Calédonie. Khoảng 75% diện tích đất đai bao phủ bởi các khu rừng nhiệt đới. Tabwemasana là đỉnh núi cao nhất (1.879 m) thuộc đảo Espíritu Santo (4.860 km2), đảo lớn nhất của quần đảo này. Nhiều ngọn núi lửa thuộc quần đảo này nằm trong "vành đai lửa Thái Bình Dương" hiện vẫn còn hoạt động, nhất là đảo Tanna, Ambrym, Aoba và Gaua.
Hai đảo Matthew và Hunter còn trong vòng tranh chấp với Nouvelle-Calédonie. Trong tổng số đó có 14 đảo với diện tích hơn 100 km² là:
| Hạng theo diện tích | Tên đảo        | Diện tích |
| ------------------- | -------------- | --------- |
| 1                   | Espiritu Santo | 3.956 km² |
| 2                   | Malakula       | 2.041 km² |
| 3                   | Efate          | 900 km²   |
| 4                   | Erromango      | 888 km²   |
| 5                   | Ambrym         | 678 km²   |
| 6                   | Tanna          | 555 km²   |
| 7                   | Pentecost      | 491 km²   |
| 8                   | Epi            | 445 km²   |
| 9                   | Ambae          | 402 km²   |
| 10                  | Vanua Lava     | 334 km²   |
| 11                  | Gaua           | 328 km²   |
| 12                  | Maewo          | 304 km²   |
| 13                  | Malo           | 180 km²   |
| 14                  | Anatom         | 159 km²   |

Đa số những hải đảo là núi non, địa chất phún thạch của những ngọn núi lửa xưa với khí hậu nhiệt đới và bán nhiệt đới. Vũ lượng tại Vanuatu tính trung bình là 2.360 mm nhưng có năm lên đến 4.000 mm ở những đảo miền bắc.
Có vài ngọn núi lửa còn hoạt động tại Vanuatu như ngọn Lopevi. Thiên tai địa chấn và núi lửa thường đe dọa quần đảo. Ngọn núi cao nhất Vanuatu là đỉnh Tabwemasana, đo được 1879 m trên đảo Espiritu Santo.
Thành phố lớn nhất là thủ đô Port Vila trên đảo Efate. Thị trấn thứ nhì là Luganville trên đảo Espiritu Santo.
Vanuatu được công nhận là vùng địa sinh thái đặc biệt (distinct terrestial ecoregion) thuộc phân khu sinh thái (ecozone) Australasia.

## Khí hậu
Vanuatu nằm trong vùng khí hậu cận nhiệt đới. Thời tiết ôn hòa nhờ gió mậu dịch thổi theo hướng Đông Nam. Mùa khô từ tháng 5 đến tháng 10, mùa mưa từ tháng 11 đến tháng 4, lượng mưa trung bình tương đối cao.

## Hành chính

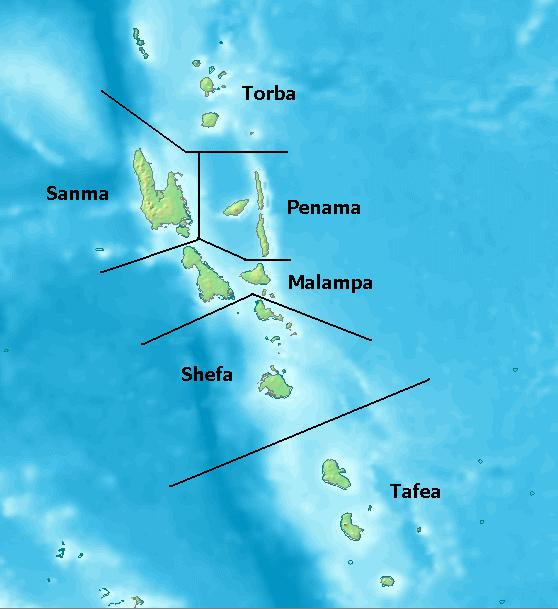
Các tỉnh của Vanuatu

Kể từ năm 1994, Vanuatu được chia thành sáu tỉnh (province). Tên của sáu tỉnh thì ghép từ tên những đảo phụ thuộc.
1. Malampa (MaLakula, Ambrym, Paama)
2. Penama (Pentecost, Ambae, Maewo - trong tiếng Pháp: Pénama)
3. Sanma (Santo, Malo)
4. Shefa (nhóm Shepherds, Efate - trong tiếng Pháp: Shéfa)
5. Tafea (Tanna, Aniwa, Futuna, Erromango, Aneityum - trong tiếng Pháp: Taféa)
6. Torba (quần đảo Torres, quần đảo Banks)

Mỗi tỉnh là đơn vị tự trị với hội đồng tỉnh do cư dân bầu lên. Hội đồng này có quyền thu thuế địa phương và quyết định ngân sách hàng tỉnh cùng những nghị luật. Chủ tịch Hội đồng do chính các thành viên bầu ra, lại có thư ký trợ lý do Ủy ban Công chức (Public Service Commission) bổ nhiệm.
Ngành hành pháp có hành pháp viên (executive officer) do phủ Thủ tướng bổ nhiệm.
Ở cấp tỉnh cũng có vị tổng thống tỉnh bang (provincial president) thuộc cử tri đoàn để bầu ra tổng thống Vanuatu.
Dưới cấp tỉnh là xã (municipality), tương đương với một đảo một. Xã có hội đồng xã và xã trưởng do cư dân bầu nên.

## Chính trị

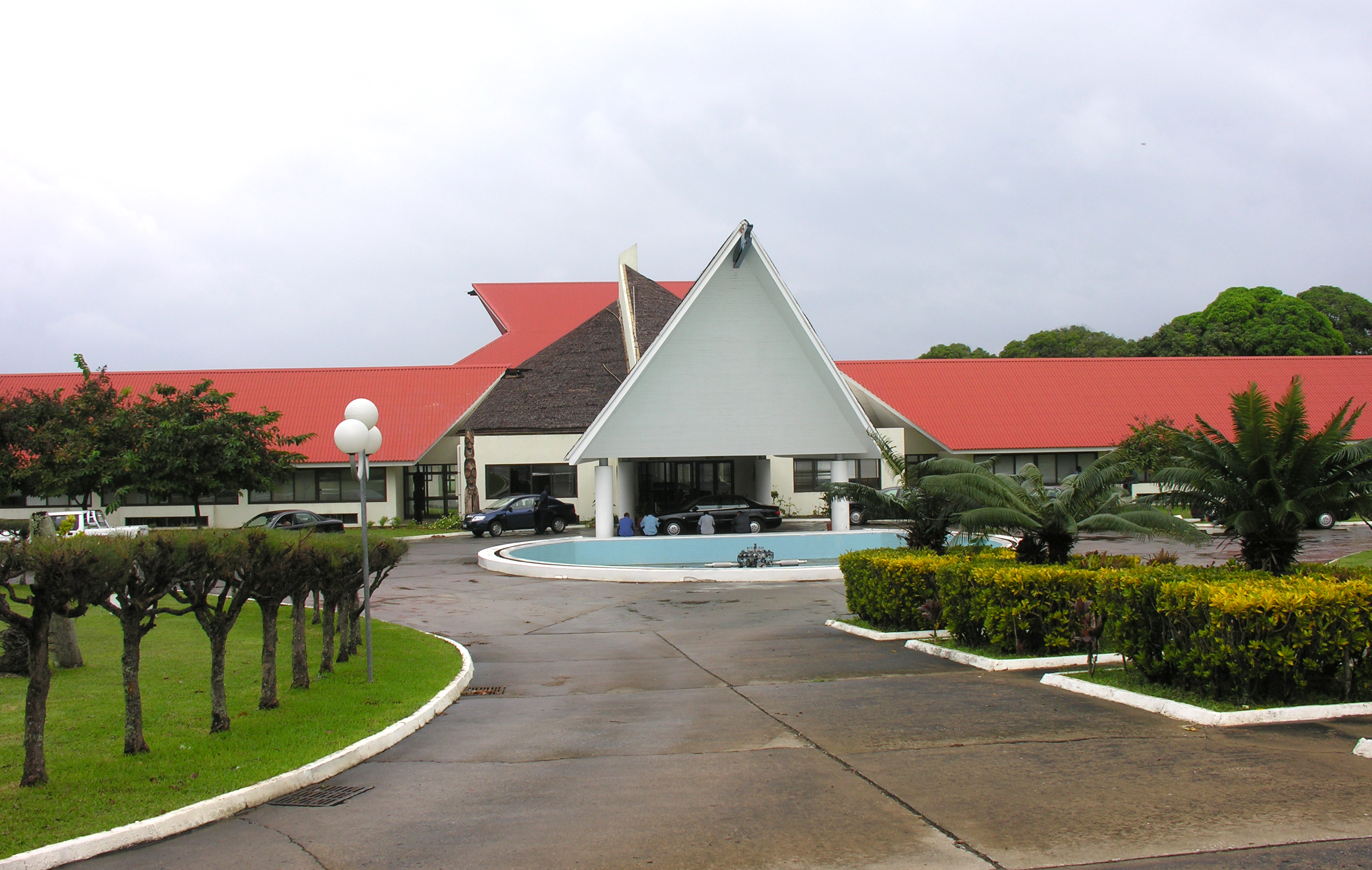
Tòa nhà quốc hội Vanuatu.

Vanuatu là một nước dân chủ nghị viện. Đứng đầu là Tổng thống với nhiệm kỳ năm năm nắm vai trò lễ nghi. Cử tri đoàn gồm các đại biểu quốc hội và tổng thống tỉnh bang bỏ phiếu bầu tổng thống toàn quốc.
Thủ tướng điều hành chính phủ thì do Quốc hội bầu nếu đạt được hơn nửa số phiếu của ¾ đại biểu. Thủ tướng có nhiệm vụ lập nội các, tức hội đồng bộ trưởng để điều hành ngành hành pháp Vanuatu.
Quốc hội Vanuatu là viện lập pháp đơn viện (unicameral) với 52 đại biểu nhiệm kỳ bốn năm do cử tri trực tiếp bầu ra. Quốc hội có thể tự giải tán hay do lệnh Tổng thống với sự cố vấn của Thủ tướng. Song song với Quốc hội là Hội đồng tộc trưởng Malvatu Mauri để cố vấn chính phủ trong những lãnh vực văn hóa và ngôn ngữ Vanuatu.
Các Đảng chính trị chính: Vanuaaku Pati, Đảng thống nhất Dân tộc (NUP) và một số đảng khác.

## Đối ngoại
Vanuatu theo đuổi chính sách đối ngoại hòa bình, không liên kết, chống vũ khí hạt nhân. Đến nay, Vanuatu có quan hệ ngoại giao với 74 nước. Vanuatu có quan hệ hợp tác kinh tế và văn hóa chặt chẽ với Úc, New Zealand và EU và Nam Thái Bình Dương. Hiện nay, Vanuatu cũng đang chú trọng phát triển quan hệ với nhiều nước khác, đặc biệt là các nước lớn cung cấp nhiều viện trợ như Trung Quốc, Mỹ và các nước láng giềng khu vực.
Vanuatu là thành viên Liên Hợp Quốc (1981), Khối thịnh vượng chung (Common Wealth), Phong trào không liên kết (1983), Cộng đồng Pháp ngữ (ACCT), Ngân hàng thế giới WB, Quỹ tiền tệ quốc tế IMF, Diễn đàn các nước Nam Thái Bình Dương (SPF)...

## Kinh tế

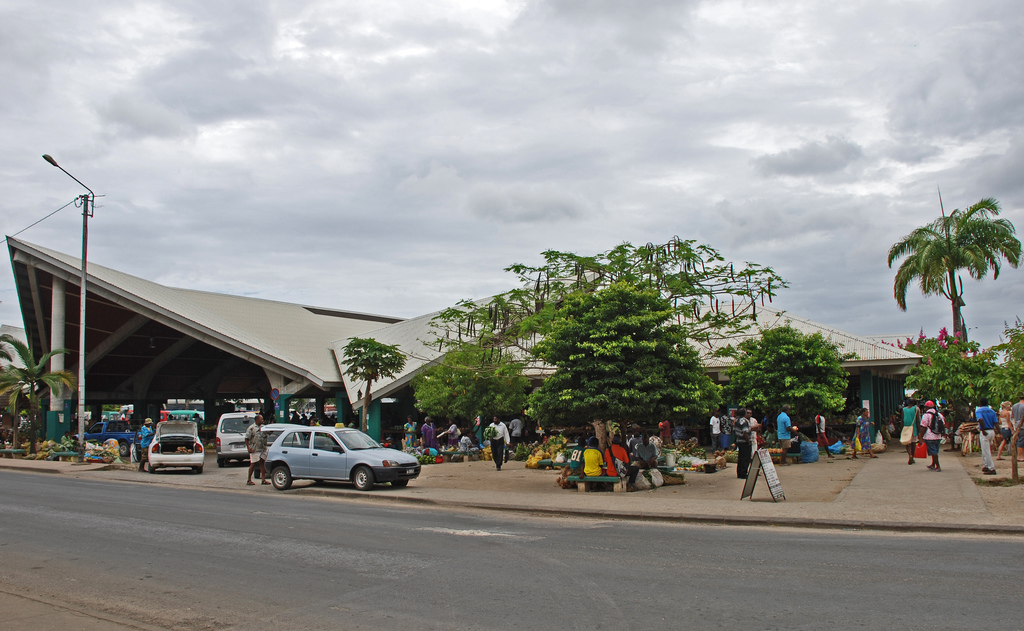
Một ngôi chợ ở thủ đô Port Vila.

Vanuatu có nền kinh tế còn chưa phát triển, chủ yếu là nông nghiệp với quy mô nhỏ, công nghiệp còn khiêm tốn; ngoài ra còn một số ngành khác như đánh bắt hải sản, khai khoáng và du lịch. Tốc độ tăng GDP trung bình khoảng 2,9%. Vanuatu nhập khẩu nhiều máy móc, phương tiện vận tải, thực phẩm, dầu mỏ, hoá chất trong khi xuất khẩu khiêm tốn chủ yếu là cùi dừa, ca cao, thịt bò, gỗ. Bạn hàng và cũng là nước cung cấp viện trợ chính là Úc, Anh, Pháp, Liên minh châu Âu (EU), Nhật Bản, New Zealand. Nhập khẩu của Vanuatu từ Úc chiếm khoảng 40% - 50%, New Zealand: 11%, Nouvelle-Calédonie: 8%, Nhật: 10%, Fiji và Pháp: 6%. Thu nhập bình quân đầu người của Vanuatu đạt 2442 USD năm 2008 (số liệu của IMF).

## Nhân khẩu học
| Tôn giáo tại Vanuatu | Tôn giáo tại Vanuatu | Tôn giáo tại Vanuatu | Tôn giáo tại Vanuatu | Tôn giáo tại Vanuatu |
| -------------------- | -------------------- | -------------------- | -------------------- | -------------------- |
| Tôn giáo             | Tôn giáo             |                      | Tỷ lệ                | Tỷ lệ                |
| Cơ đốc giáo          | Cơ đốc giáo          |                      | 83%                  | 83%                  |
| Thuyết vật linh      | Thuyết vật linh      |                      | 7%                   | 7%                   |
| Phật giáo            | Phật giáo            |                      | 4%                   | 4%                   |
| Bahá'í               | Bahá'í               |                      | 3%                   | 3%                   |
| Khác                 | Khác                 |                      | 3%                   | 3%                   |

Dân số Vanuatu hiện nay là 205,754 người. Bao gồm các sắc tộc chính: Người Vanuatu (94%), người châu Âu (4%), người gốc Micronesians, Polynesians; người Hoa và người Việt (2%). Người Người Vanuatu (94%), người gốc Micronesians, Polynesians nói tiếng Bislama; người châu Âu, người Hoa và người Việt nói tiếng Anh và tiếng Pháp.
Các tôn giáo chính có: Giáo hội Trưởng Lão (Cơ Đốc) 36.7%, Anh giáo 15%, Công giáo 15%, tín ngưỡng bản địa 7.6%, các tôn giáo khác.

## Văn hóa

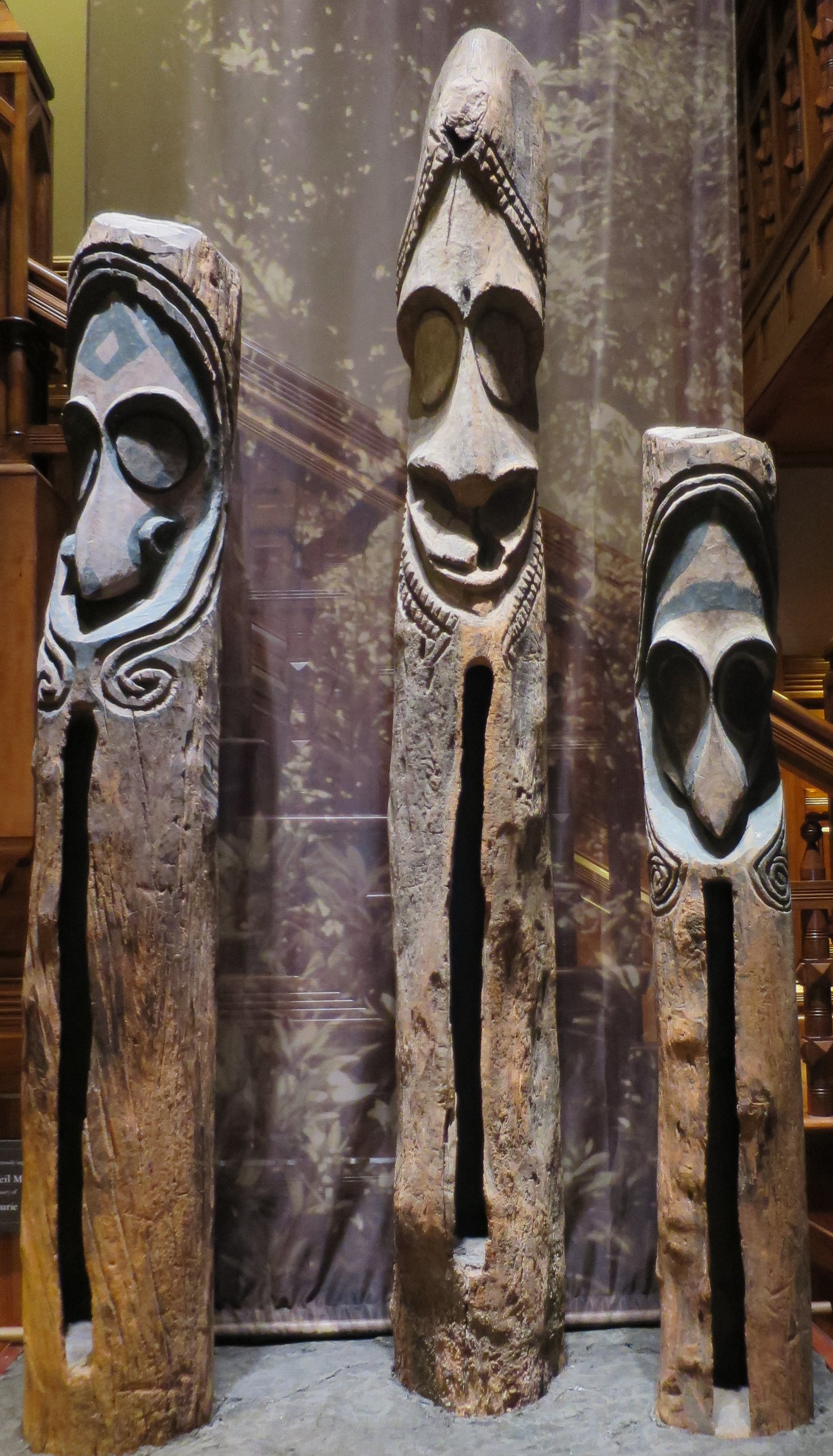
Trống gỗ Vanuatu, Bảo tàng Bernice

Với dân số khoảng 221.000 người (thống kê 2006), Vanuatu tự hào có 113 ngôn ngữ khác nhau đại hình thành tại vô số đại phương ở những hòn đảo xa xôi. Điều này đã biến quốc đảo này là một trong những nước có nền văn hóa đa dạng nhất trên thế giới.
Sự đa dạng là kết quả của hơn 3.000 năm tích tụ từ các dân tộc khác nhau về quốc đảo này đôi khi dẫn đến sự xung đột sắc tộc, tan biến văn hóa và đánh mất đi giá trị truyền thống gốc của nó. Thực phẩm, động vật là những vật quan trọng nhất của đảo vì nó là nguồn cung cấp thức ăn cho người dân và trong đó loài lợn là con vật quan trọng. Xét về khía cạnh sống lợn là con vật linh thiêng nhất cho cuộc sống người dân Vanuatu vì nó không chỉ là nguồn cung cấp thực phẩm, chất dinh dưỡng mà là nền tảng của đời sống nghi thức, biểu tượng của sự giàu có và quyền lực được xác lập từ bấy lâu nay.
Nhịp sống hiện đại đã không làm xáo trộn nét đặc trưng của một nghi thức sống trong gia đình. Mọi khía cạnh của cuộc sống được tổ chức và biểu hiện dưới hình thái của một quy trình sống được tổ chức trong một đại gia tộc mà ở đó con số người thân có thể lên đến hàng trăm người. Mối quan hệ hiếu thảo được bảo tồn và còn lưu giữ nhiều tập tục cổ xưa cắt bao qui đầu khởi sinh cho một sinh linh bé bỏng… và các người chết là một việc người đó được về với tổ tiên vì thế mà được cho là việc làm tối thượng. Nghệ thuật tại quốc đảo này thật đa dạng và biểu cảm dưới nhiều hình thức khác nhau như từ việc trang trí đồ trang sức, trang trí thân người bởi hình xăm, các mặt nạ, mũ nón, chạm khắc… rất quan trọng đại diện tiêu biểu cho một làng nào đó.
Với xã hội hiện đại, tại quốc đảo nền kinh tế nông nghiệp vẫn là chủ yếu. Họ trồng các loại cây thực phẩm như khoai lang, khoai, sắn, trái cây theo mùa… Với diện tích rừng bị thu hẹp để lấy đất làm nông nghiệp, săn bắt thú hình như không còn phổ biến như xưa và thay vào đó là nuôi động vật, loài lợn là quan trọng là chỗ dựa cho nền kinh tế không chỉ là cung cấp thực phẩm mà là thể hiện sự đẳng cấp giàu có của mình. Văn hóa sống vẫn được bảo tồn và gìn giữ như là một phần của nghi thức cuộc sống. Trên một số hòn đảo, bà mẹ trả tiền để các bác sĩ cắt bao qui đầu trẻ em, các bé trai được đưa vào bụi rậm một tuần, đôi khi cả tháng… có một vài bộ tộc vẫn còn khỏa thân nhưng không như xưa, cánh đàn ông có vỏ bọc dương vật trong khi các phụ nữ vẫn để đôi ngực trần của mình tự nhiên.
Dấu ấn văn hóa Pháp
Giành chủ quyền từ tay thực dân Pháp vào đầu những năm 1980, Vanuatu là đất nước thuộc thế giới thứ ba ở quần đảo Nam Thái Bình Dương. Dấu ấn văn hóa Pháp vẫn in đậm trên những con phố và đặc biệt là thủ đô Port Vila, đồng thời là thành phố lớn nhất trên đảo Efate.
Port Vila nằm trải dài quanh vịnh Vila. Đứng trên cảng, sẽ thấy một khung cảnh tuyệt mỹ, xa xa là những hòn đảo nhô lên giữa đại dương xanh thẳm. Văn hóa Pháp hòa quyện với văn hóa truyền thống của người bản xứ NiVan tạo nên nét độc đáo cho vùng đất này. Những con phố đông đúc, những khu chợ sầm uất ở thủ đô Port Vila nằm dọc theo bến cảng, nơi có nhiều thuyền đang neo đậu.
Hầu hết cư dân ở đây đều đi bộ, chỉ một số ít đi lại bằng xe ô tô (loại xe tải). Những chiếc xe này luôn chật ních người và sẽ phải kinh ngạc về luật giao thông đường bộ ở đây.